# Канава (річка)
Кана́ва — річка в Зарічненському районі Рівненської області, права притока Стиру (басейн Дніпра).

## Опис
Довжина річки приблизно 8 км. Висота витоку річки над рівнем моря — 148 м, висота гирла — 145 м, падіння річки — 3 м, похил річки — 0,38 м/км. Формується з багатьох безіменних струмків.

## Розташування
Бере початок на північній стороні від села Дібрівськ. Тече переважно на північний захід через село Зелену Діброву і на південно-західній околиці селища Зарічне впадає у річку Стир, праву притоку Прип'яті. 
Населені пункти вздовж берегової смуги: Бір.